# Юріївка (Мелітопольський район)
Юріївка (до 2025 року — Юр'ївка) — село в Україні, у Якимівській селищній громаді Мелітопольського району Запорізької області. Населення становить 159 осіб. До 2017 року орган місцевого самоврядування — Володимирівська сільська рада.

## Географія
Село Юріївка розташоване на березі річки Малий Утлюк, вище за течією на відстані 5 км розташовані села Олександрівка та Володимирівка, нижче за течією на відстані 2 км розташоване село Мала Тернівка. Поруч проходить автошлях територіального значення Т 0820.

## Історія
Село Юр'ївку заснували вихідці з декількох сіл — Володимирівки, Радивонівки. Село, принаймні, вже існувало у 1922 році.
У роки застою в селі був побудований тваринницький комплекс на 500 голів худоби, але після здобуття Україною незалежності він занепав.
16 травня 2017 року Володимирівська сільська рада, в ході децентралізації, об'єднана з Якимівською селищною громадою.
12 червня 2020 року, відповідно до розпорядження Кабінету Міністрів України № 713-р «Про визначення адміністративних центрів та затвердження територій територіальних громад Запорізької області», увійшло до складу Якимівської селищної громади.
19 липня 2020 року, в результаті адміністративно-територіальної реформи та ліквідації Якимівського району, село увійшло до складу Мелітопольського району.
Село тимчасово окуповане російськими військами 24 лютого 2022 року.
05 червня 2025 року відповідно до Постанови Верховної Ради України № 4483-IX село Юр'ївка було перейменовано на село Юріївка. Постанова набула чинності 18 червня 2025 року.

## Населення
За даними перепису населення 2001 року, у селі мешкало 159 осіб. Мовний склад населення був таким:
| Мова       | Кількість, осіб | Відсоток |
| ---------- | --------------- | -------- |
| українська | 112             | 70,44    |
| російська  | 43              | 27,04    |
| білоруська | 1               | 0,63     |
| болгарська | 2               | 1,26     |
| грецька    | 1               | 0,63     |

## Економіка
У селі є невелике фермерське господарство, чого недостатньо для вирішення проблеми безробіття. Мешканці села працюють на своїх ділянках, тримають птицю, корів.

## Об'єкт соціальної сфери
- Фельдшерсько-акушерський пункт.